# Ivan Luka Garanjin (biskup)
Ivan Luka Garanjin (tal. Gianluca de Garagnin) (Trogir, 23. lipnja 1722. – Split, 20. listopada 1783.), rapski biskup (1756. – 1765.) i splitski nadbiskup i metropolit (1765. – 1783.), književnik te kolekcionar arheoloških, numizmatičkih i prirodoslovnih predmeta. Podrijetlom je iz trogirske plemićke obitelji Garagnin. Osnivač je čuvene trogirske knjižnice i arhiva obitelji Garagnin-Fanfogna.

## Životopis
U klerički stalež primljen je 1740. godine. Studirao je filozofiju i teologiju na sveučilištu u Padovi, gdje je 1746. godine stekao doktorat iz teologije. Iste godine zaređen je za svećenika u Veneciji. Po povratku u Trogir obavljao je dužnosti crkvenog suca (auditor et locum tenens generalis) i sinodalnog ispitivača, a predavao je i filozofiju i teologiju u trogirskoj katedralnoj školi.
Godine 1751. postao je trogirski kanonik i kao legat trogirskog biskupa Fonde, u dva je navrata upravljao trogirskom biskupijom. Godine 1756. papa Benedikt XIV. imenovao ga je rapskim biskupom. Tijekom biskupske službe na Rabu, posvetio je tri oltara u katedrali i poklonio joj srebrni kalež iz Rima, a sastavio je i detaljan katalog rapskih biskupa koji je poslao Danielu Farlatiju za njegovu knjigu Illyricum sacrum.
Godine 1765. imenovan je za splitskog nadbiskupa i metropolitu. U splitskoj katedrali dao dovršiti novu kapelu gradskog zaštitnika sv. Dujma i poriredio svečan prijenos Dujmovih moći u novi oltar 1770. godine. Za vrijeme gladi u Splitu i kuge u Klisu, brinuo se za bolesne i siromašne.
Bio je ljubitelj i skupljač starina, rijetkih rukopisnih i tiskanih knjiga, koje su se čuvale u obiteljskoj kući u Trogiru. Ta je knjižnica, uređena kao mali muzej, već u 18. stoljeću bila znamenita zbog vrijedne kolekcije pohranjenih slika, arheoloških spomenika, numizmatičkih i prirodoslovnih predmeta.